# Germain-Charles-Henri Périer
Germain-Charles-Henri Périer, francoski general, * 1880, † 1944.